# Трезивио
Трези́вио (итал. Tresivio) — коммуна в Италии, в провинции Сондрио области Ломбардия.
Население составляет 2 000 человек (на 2004 г.), плотность населения составляет 130 чел./км². Занимает площадь 15 км². Почтовый индекс — 23020. Телефонный код — 0342.
Покровителями коммуны почитаются святые апостолы Пётр и Павел. Праздник ежегодно празднуется 29 июня.